# Quevedo (metrostation)
Quevedo is een metrostation in het stadsdeel van de Spaanse hoofdstad Madrid. Het station werd geopend op 21 oktober 1925 en wordt bediend door lijn 2 van de metro van Madrid.